# Coral Segovia
Coral Segovia, född 22 mars 1972 i Madrid, är en spansk sångare.
År 2008 deltog hon i Spaniens nationella uttagning till Eurovision Song Contest 2008 med låten "Todo está en tu mente" men kom på andra plats efter det vinnande bidraget från Rodolfo Chikilicuatre. År 2010 ställde hon åter upp i den nationella uttagningen till Eurovision Song Contest 2010 med låten "En una vida" och hon hamnade åter på andra plats, denna gången efter det vinnande bidraget från Daniel Diges.